# Джон Уік 2
«Джон Уік 2» (англ. John Wick: Chapter Two) — американський фільм-трилер, знятий Чадом Стагельським. Він є продовженням «Джон Уік» (2014).
Прем'єра стрічки в Україні відбулася 9 лютого 2017 року.

## Сюжет
Фільм розповідає про колишнього найманого убивцю Джона Уіка, який, щоб допомогти другу, вирушає до Риму, де йому доведеться зійтися у двобої з одним із найнебезпечніших кілерів у світі.

## У ролях
| • Кіану Рівз         | … | Джон Уік                         |
| • Ріккардо Скамарчо  | … | Сантіно Д'Антоніо                |
| • Іян Макшейн        | … | Вінстон                          |
| • Рубі Роуз          | … | Арес                             |
| • Common             | … | Кассіан                          |
| • Клаудія Джеріні    | … | Джанна Д'Антоніо                 |
| • Ленс Реддік        | … | працівник готелю                 |
| • Лоуренс Фішборн    | … | Король «Боулер», злодій у законі |
| • Джон Легвізамо     | … | Ауреліо                          |
| • Девід Патрік Келлі | … | Чарлі                            |
| • Петер Стормаре     | … | Абрам Тарасов                    |
| • Чуквуді Івуджі     | … | містер Аконі                     |

## Виробництво
Знімання фільму почалось 26 жовтня 2015 року та проходилио в Нью-Йорку і Римі.

## Сприйняття

### Оцінки
Від кінокритиків фільм отримав хороші відгуки: Rotten Tomatoes дав оцінку 91 % на основі 112 відгуків від критиків (середня оцінка 7,3/10). Загалом на сайті фільм має схвальні оцінки, фільму зарахований «стиглий помідор» від фахівців, Metacritic — 76/100 на основі 39 відгуків критиків. Загалом на цьому ресурсі від фахівців фільм отримав схвальні відгуки.
Від пересічних глядачів фільм теж отримав схвальні відгуки: на Rotten Tomatoes 94 % зі середньою оцінкою 4,5/5 (22 255 голосів), фільму зарахований «попкорн», на Metacritic — 7,7/10 на основі 47 голосів, Internet Movie Database — 8,8/10 (8 235 голосів).

### Касові збори
Під час показу у США, що розпочався 10 лютого 2016 року, фільм заробив 10,9 млн $ в перший день прокату, і 11,4 млн $ у другий день прокату. Протягом першого тижня фільм показали у 3 113 кінотеатрах і він зібрав 30 015 000 $, що на той час дозволило йому зайняти 3 місце серед усіх прем'єр. Станом на 12 лютого 2017 року показ фільму триває 3 дні (0,4 тижня), зібравши за цей час у прокаті у США 30 015 000 доларів США (заіншими даними 30 000 000 $), а у решті світу 10 600 000 $, тобто загалом 40 615 000 доларів США при бюджеті 40 млн доларів США.

## Цікаві факти
- Для ролі Кіану Рівз три місяці проходив професійну підготовку. Його тренування складалися з дзюдо, бразильського джиу-джитсу, стрільби та водіння. Відеоролик [Архівовано 22 лютого 2022 у Wayback Machine.], де Рівз демонструє своє майстерне володіння зброєю перед зніманням фільму, став дуже популярним в Інтернеті.
- Це перший спільний проєкт Кіану Рівза і Лоуренса Фішборна після фільму «Матриця: Революція» (2003).
- Ді-джей, що виступає на вечірці в Римі — «Le Castle Vania»[en], який написав музику для обох фільмів про Джона Уіка.
- За словами Рівза, якщо перший фільм можна умовно назвати «чорним поясом», то другий — «чорним поясом третього ступеня», де в арсеналі його персонажа з'являться нові прийоми джиу-джитсу і дзюдо.
- У першому фільмі про Джона Уіка Вігго Тарасов згадує, як Джон одного разу убив трьох чоловіків олівцем. У цьому фільмі Джон дійсно вбиває двох кіллерів, використовуючи лише олівець.
- Кіану Рівз і Петер Стормаре вже працювали разом у кінострічках «Костянтин: Володар темряви» (2005) і «Кримінальна фішка від Генрі» (2010).

## Нагороди та номінації
Всього 4 перемоги та 6 номінацій.
| Кінофестиваль/Кінопремія | Рік  | Категорія                         | Номінант(и)                               | Результат |
| ------------------------ | ---- | --------------------------------- | ----------------------------------------- | --------- |
| BMI Film Music Award     | 2017 | Музика до фільму                  | Джоел Дж. Річард, Тайлер Бейтс, Lionsgate | Перемога  |
| Davey Award              | 2017 | Розважальний соціальний контент   | Джон Уік 2                                | Перемога  |
| Імперія                  | 2018 | Найкращий трилер                  | Джон Уік 2                                | Номінація |
| Golden Schmoes           | 2017 | Найкрутіший герой року            | «Джон Уік»                                | Перемога  |
| Золотий трейлер          | 2017 | Найкраща екшн-телевізійна реклама | Lionsgate, AV Squad                       | Перемога  |
| Золотий трейлер          | 2017 | Найкращий екшн                    | Lionsgate, AV Squad                       | Номінація |